# Liste der Baudenkmale in Soven
In der Liste der Baudenkmale in Soven sind die Baudenkmale des niedersächsischen Ortes Soven aufgelistet. Dies ist ein Teil der Liste der Baudenkmale in Dannenberg (Elbe). Der Stand der Liste ist der 31. Oktober 2021.
Die Quelle der IDs und der Beschreibungen ist der Denkmalatlas Niedersachsen.

## Allgemein
In den Spalten befinden sich folgende Informationen:
- Lage: die Adresse des Baudenkmales und die geographischen Koordinaten. Kartenansicht, um Koordinaten zu setzen. In der Kartenansicht sind Baudenkmale ohne Koordinaten mit einem roten Marker dargestellt und können in der Karte gesetzt werden. Baudenkmale ohne Bild sind mit einem blauen Marker gekennzeichnet, Baudenkmale mit Bild mit einem grünen Marker.
- Bezeichnung: Bezeichnung des Baudenkmales
- Beschreibung: die Beschreibung des Baudenkmales. Unter § 3 Abs. 2 NDSchG werden Einzeldenkmale und unter § 3 Abs. 3 NDSchG Gruppen baulicher Anlagen und deren Bestandteile ausgewiesen.
- ID: die Objekt-ID des Baudenkmales
- Bild: ein Bild des Baudenkmales, ggf. zusätzlich mit einem Link zu weiteren Fotos des Baudenkmals im Medienarchiv Wikimedia Commons. Wenn man auf das Kamerasymbol klickt, können Fotos zu Baudenkmalen aus dieser Liste hochgeladen werden:

## Baudenkmale

### Gruppe baulicher Anlagen
| Lage                                  | Bezeichnung | Beschreibung | ID       | Bild |
| ------------------------------------- | ----------- | --- | -------- | ---- |
| Soven Nr. 5 53° 3′ 37″ N, 11° 7′ 8″ O | Hofanlage   | Das traditionelle Hallenhaus wurde hier zugunsten eines separaten Wohnhauses (s. u., Ende 19. Jh.) am Dorfrand aufgegeben. Ehemals Hofstelle A. | 30826357 | BW   |

### Einzeldenkmale
| Lage                                   | Bezeichnung               | Beschreibung | ID       | Bild |
| -------------------------------------- | ------------------------- | --- | -------- | ---- |
| Soven Nr. 2 53° 3′ 35″ N, 11° 7′ 5″ O  | Wohn-/ Wirtschaftsgebäude | Großes Vierständerhaus in Fachwerk mit Backsteingefachausfüllungen; unter Halbwalmdach in Hohlpfannendeckung. Errichtet 1888 (i). Ehemalige Hofstelle D. | 30835729 |      |
| Soven Nr. 5 53° 3′ 38″ N, 11° 7′ 9″ O  | Wohnhaus                  | Eingeschossiges, traufständiges Wohnhaus in Fachwerk mit Backsteingefachausfüllungen. Unter Satteldach in Ziegeldeckung. Ausgebautes Dachgeschoss; dreiachsiges Zwerchhaus ausmittig in der straßenseitigen (östlichen) Dachfläche. Errichtet 1901 (i).                                                                                            | 30835690 |      |
| Soven Nr. 5 53° 3′ 38″ N, 11° 7′ 8″ O  | Scheune                   | Fachwerkgebäude unter Satteldach mit unterschiedlicher Dachdeckung; Backsteingefachausfüllungen. An das straßenseitige Wohnhaus als Querdurchfahrtsscheune direkt angebaut und etwa zeitgleich zu diesem (um 1901). | 39556696 | BW   |
| Soven Nr. 5 53° 3′ 38″ N, 11° 7′ 7″ O  | Scheune                   | Fachwerkgebäude mit linksausmittigem Tor unter Satteldach; Backsteingefachausfüllungen. Errichtet in der zweiten Hälfte des 19. Jahrhunderts. | 39556781 | BW   |
| Soven Nr. 6 53° 3′ 36″ N, 11° 7′ 9″ O  | Wohn-/ Wirtschaftsgebäude | Baujahr 1801 (später massiv erneuert; auch wurden die Giebelwalme in Steilgiebel umgewandelt) Dreiständerhaus in Fachwerk mit Backsteingefachausfüllungen; unter Satteldach in Falzblechdeckung; nordwestliche Traufe in Backsteinmauerwerk erneuert. Dielentor leicht ausmittig links. Grundschwellen auf Findlingssockel. Ehemalige Hofstelle B. | 30835671 |      |
| Soven Nr. 6 53° 3′ 36″ N, 11° 7′ 11″ O | Baumbestand               | Vor dem Hof Soven Nr. 6 steht an der Straße eine Reihe von alten Eichen; eine weitere große Eiche befindet sich auf dem Hof. | 30841475 | BW   |
| Soven Nr. 7 53° 3′ 36″ N, 11° 7′ 7″ O  | Wohn-/ Wirtschaftsgebäude | Dreiständerhaus in Fachwerk mit Backsteingefachausfüllungen; mit Kübbung im Nordwesten in Fachwerk mit Backsteingefachausfüllungen; unter Halbwalmdach. Dielentor leicht ausmittig links. Errichtet 1800 (i). Ehemalige Hofstelle C. | 30835711 |      |